# Schloss Beck
Schloss Beck is een paleis uit de late Barok en staat in Kirchhellen-Feldhausen, een deel van de stad Bottrop in het Ruhrgebied. Bij het paleis bevindt zich een vrijetijdspark dat vooral op jongere kinderen en families is gericht.

## Geschiedenis
Al in de 15e eeuw was er een waterburcht Haus Beck. Het huidige gebouw, gebouwd in 1766-1771, werd ontworpen door de bouwmeester Johann Conrad Schlaun, die bouwde in de stijl van de Westfaalse barok. Het paleis werd gebouwd als lustslot voor Frederick Florence Raban van de Wenge (1702-1775).
Aan het eind van de 18e eeuw had Freiherr Clemens August van de Wenge, de zoon van de eigenaar, op het landgoed een drankfabriek. Na de dood van zijn zoon Frederik Floris Raban van de Wenge († 1850) werd de fabriek overgenomen door afstammelingen van zijn zuster Maria Franziska (1775-1800) en haar echtgenoot Maximiliaan Werner von Wolff-Metternich. In 1958 kocht het mijnbouwbedrijf Hibernia het landgoed.
In 1966 kocht Karl Kuchenbäcker het erg vervallen paleis en zette een familiepretpark op, onder andere om de kosten van de restauratie te dekken. Het was ook de bedoeling om, op basis van oude plannen, het gebouw en het portaal bij de ingang naar de oorspronkelijke toestand terug te restaureren.
Het paleis staat onder bescherming van de monumentenzorg.

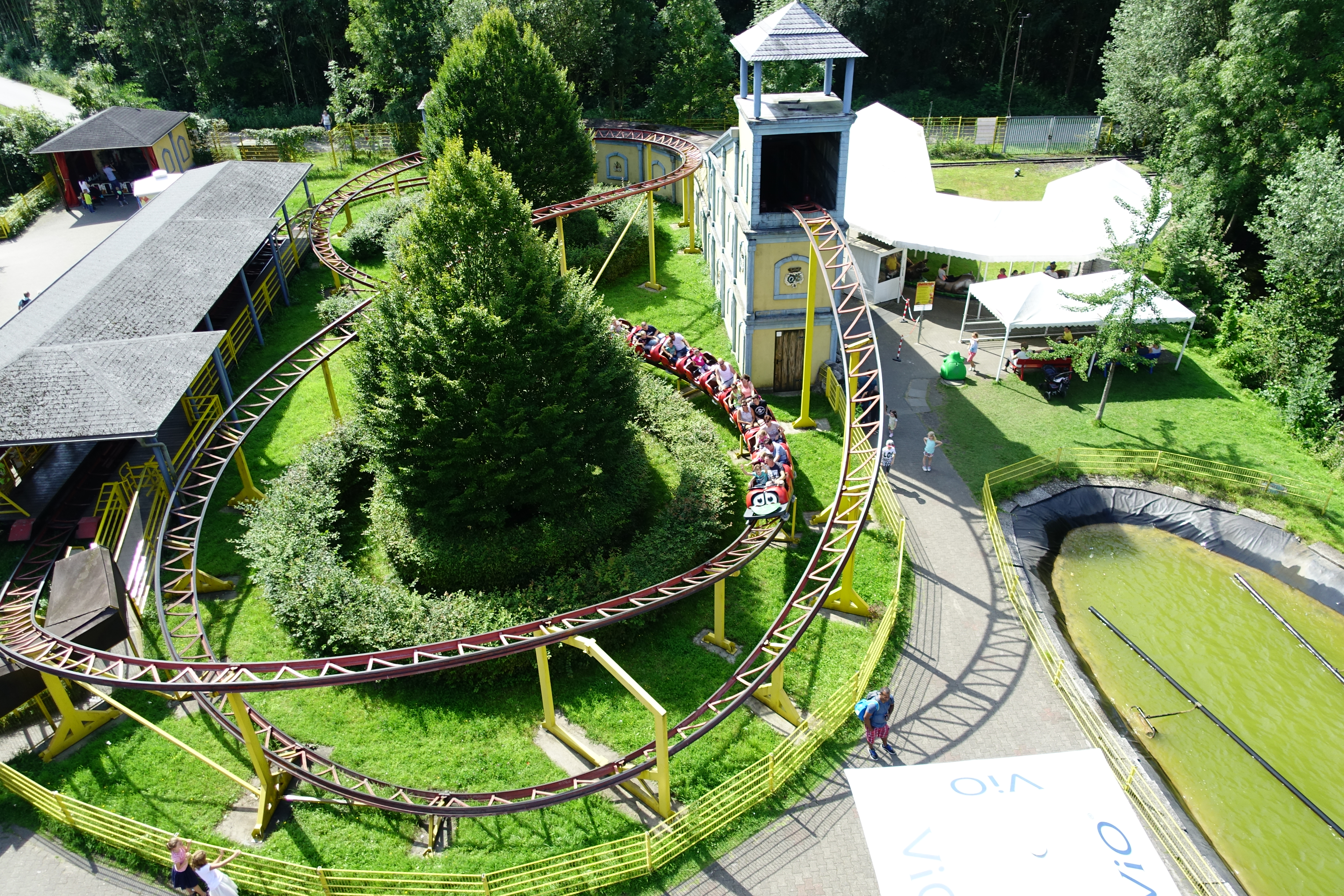
De Marienkäferbahn in het pretpark.

## Weblinks
- Freizeitpark Schloss Beck